# Église Sainte-Anne de Corgoloin
Pour les articles homonymes, voir Église Sainte-Anne.
L'église Sainte-Anne est une église catholique située à Corgoloin, en France.

## Localisation
L'église est située dans le département français de la Côte-d'Or, sur la commune de Corgoloin.

## Historique
L'église est construite au XIIIe siècle dans un style influencé par l'Abbaye de Cîteaux, toute proche. Plusieurs fois endommagée (pillage en 1636, effondrement de la nef au XVIIe siècle), elle est reconstruite et remaniée après chaque épisode sous l'impulsion de notables locaux.
Les façades et les toitures de l'édifice sont inscrits au titre des monuments historiques en 1981.

## Description

### Architecture
Le matériau utilisé lors de la construction de l'église est une pierre calcaire grenu bicolore et dalle nacrée (Pierre de Dijon).
De plan en croix latine, la nef comporte cinq travées percée de baies en plein-cintre. À l’extérieur, une tour-clocher se dresse à la croisée du transept.

### Intérieur
A l'intérieur, diverses tombes de seigneurs locaux du moyen âge sont présentes (Etienne de Nanteuil, Hélie Hugon). Diverses reliques de saints sont également présents dans le maître-autel (Saint-Justin, Saint-Maximin, Sainte-Anne).